# شراب الخروب
يحضّر عصير الخروب من الخروب والسكر. يقدّم بارداً في فصل الصيف كما يمكن أن يقدّم ساخناً في فصل الشتاء.
يحتوي كل كوب من شراب الخروب (250غ تقريباً) على المعلومات الغذائية التالية:
- السعرات الحرارية: 788
- الدهون: 0
- الدهون المشبعة: 0
- الكوليسترول: 0
- الكاربوهيدرات: 185
- البروتينات: 10

## الفوائد
1. علاج الاسهال: اذا كان الخروب بتركيز 2% فإنه يساعد في علاج الإسهال لأنه يحتوي على التانين  (Tannins) المعروف علميا بعلاج الاسهال.
2. يقلل خطر الإصابة بالسكري: لاحتوائه على  مادة دبينيتول (D-pinitol) والتي تُظهر خصائص مضادة لمرض السكري، إذ تُساعد على تنظيم مستويات السكر في الدم من خلال تعزيز حساسية الجسم تجاه الأنسولين.
3. خسارة الوزن: أُجريت دراسة على مجموعة من الأشخاص بهدف دراسة تأثير مادة البوليفينول في خفض الوزن، حيث تناول المشاركون مكملات تحتوي على البوليفينول مع الخروب لمدة ستة أسابيع. وأظهرت النتائج أن هذه المكملات ساعدت في تقليل وزن الجسم وتحسين القدرة الهوائية لدى الرياضيين.
4. مقاومة الخلايا السرطانية: يمتاز الخروب باحتوائه على مركبات كيميائية تُسهم في تقليل احتمالية الإصابة بالأورام، نظرًا لخصائصها المضادة لتكاثر الخلايا السرطانية. ومن أبرز هذه المركبات الكيرسيتين (Quercetin)، وهو نوع من البوليفينولات (Polyphenole) التي خضعت للعديد من الدراسات، وتبين أنها تُسهم في تحفيز موت الخلايا المبرمج في الخلايا التائية (T cell) لسرطان الدم بشكل خاص. كما أن الكيرسيتين يُساعد في تقليص حجم الورم ويُساهم في الحد من تكوّن الأوعية الدموية في حالات سرطان الثدي وسرطان البنكرياس.[1]